# Grambling
Grambling é uma cidade  localizada no estado americano de Luisiana, na Paróquia de Lincoln.

## Demografia
Segundo o censo americano de 2000, a sua população era de 4693 habitantes.
Em 2006, foi estimada uma população de 4487, um decréscimo de 206 (-4.4%).

## Geografia
De acordo com o United States Census Bureau tem uma área de
14,3 km², dos quais 14,2 km² cobertos por terra e 0,1 km² cobertos por água.

## Localidades na vizinhança
O diagrama seguinte representa as localidades num raio de 20 km ao redor de Grambling.